# Иљаса Зулфији
Иљаса Зулфији (алб. Ilaz Zylfiu, Миратовац, 27. март 1998) српски је фудбалер, албанског порекла, који тренутно наступа за Озрен, на позајмици из сурдуличког Радника. Висок је 167 центиметара и игра у нападу.

## Каријера
Зулфији је рођен у Миратовцу, насељеном месту у општини Прешево, као припаник албанске етничке заједнице. Фудбалом је почео да се бави играјући за Лугину из места Алиђерце, а своје прве кораке у овом спорту начинио је са 10 година старости. Запажен од стране челника овог клуба, у Радник из Сурдулице је прешао као омладинац. У академији овог клуба провео је скоро две године, пре него што је у фебруару 2017. потписао једногодишњи стипендијски уговор. Недуго затим, уступљен је српсколигашу Пуковцу на двојну регистрацију до краја сезоне 2016/17, а играјући за овај клуб забележио је 6 наступа.
Лета исте године, прикључен је првом тиму Радника код тренера Сима Крунића. Касније је поново послат на позајмицу, овај пут Озрену из Сокобање. Свој први гол у сениорској каријери, Зулфији је постигао 16. септембра 2017. у победи овог тима на гостовању зајечарском Тимоку.
По повратку у Радник, Зулфији је свој дебитантски наступ у Суперлиги Србије забележио ушавши у игру у другом полувремену утакмице против Црвене звезде на стадиону Рајко Митић. На тај начин је постао први играч албанске националности у историји клуба од његовог оснивања, односно први Албанац у највишем рангу фудбалског такмичења у Србији, након скоро три деценије. У фебруару 2018. године, Зулфији је потписао четворогодишњи професионални уговор са Радником, након чега је поново уступљен Озрену до краја сезоне 2017/18.

## Начин игре
Зулфији је 167 центиметара високи офанзивни играч, који најчешће игра у нападу, односно у везном реду иза нападача. Први додир са сениорским фудбалом остварио је у трећелигашком такмичењу, где је постигао неколико голова. У Озрену из Сокобање одређен је за извођача слободних удараца и на тај начин је постигао свој други гол у каријери, против екипе Јединства из Параћина. Због свог начина игре, у медијима је често упоређиван са Фадиљем Вокријем, бившим југословенским фудбалером, такође албанског порекла.

## Статистика
| Клуб                       | Сезона   | Лига              | Лига | Лига   | Национални куп | Национални куп | Европа | Европа | Остало | Остало | Укупно | Укупно |
| Клуб                       | Сезона   | Дивизија          | Нас. | Голова | Нас.           | Голова         | Нас.   | Голова | Нас.   | Голова | Нас.   | Голова |
| -------------------------- | -------- | ----------------- | ---- | ------ | -------------- | -------------- | ------ | ------ | ------ | ------ | ------ | ------ |
| Пуковац (позајмица)        | 2016/17. | Српска лига Исток | 6    | 0      | —              | —              | —      | —      | —      | —      | 6      | 0      |
| Озрен Сокобања (позајмица) | 2017/18. | Српска лига Исток | 16   | 4      | —              | —              | —      | —      | —      | —      | 16     | 4      |
| Радник Сурдулица           | 2016/17. | Суперлига Србије  | 0    | 0      | 0              | 0              | —      | —      | —      | —      | 0      | 0      |
| Радник Сурдулица           | 2017/18. | Суперлига Србије  | 1    | 0      | 0              | 0              | —      | —      | —      | —      | 1      | 0      |
| Радник Сурдулица           | Укупно   | Укупно            | 1    | 0      | 0              | 0              | —      | —      | —      | —      | 1      | 0      |
| Каријера                   | Каријера | Каријера          | 23   | 4      | 0              | 0              | —      | —      | —      | —      | 23     | 4      |

- Ажурирано 16. марта 2018. године[7]